# آلیس در سرزمین عجایب (فیلم ۱۹۷۶)
آلیس در سرزمین عجایب (انگلیسی: Alice in Wonderland) فیلمی آمریکایی در سبک موزیکال و پورنوگرافی است که در سال ۱۹۷۶ منتشر شد.اقتباسی آزاد از داستان آلیس در سرزمین عجایب اث رلوئیس کارول می باشد.از بازیگران آن می‌توان به ران نلسون و جیسن ویلیامز اشاره کرد.